# Maison de Brosse
La maison de Brosse est une famille féodale française dont sont issus certains comtes de Penthièvre. Elle a été fondée au Xe siècle et s'est éteinte au XVIe siècle.

## Histoire
La maison de Brosse est issue de la maison de Limoges dont la filiation suivie remonte à l'an 876. Fondée au Xe siècle par Bernard, vicomte de Brosse, elle se distingue avec Jean de Brosse, qui fut l'un des premiers maréchaux de France puis avec ses descendants qui détiennent le comté de Penthièvre de 1454 à l'extinction de la famille en 1565. Le dernier des membres de cette famille, Jean IV obtient successivement les duchés d'Étampes et de Chevreuse. À sa mort, la maison de Luxembourg hérite des possessions de la maison de Brosse,,,,.

## Filiation
- Pierre de Brosse, seigneur d'Huriel (1345-1422)
  - Jean de Brosse, maréchal de France (1375-1433)
    - Jean II de Brosse, comte de Penthièvre
      - Jean III de Brosse, comte de Penthièvre
        - René de Brosse, comte de Penthièvre (1470-1524)
          - Jean IV de Brosse, comte de Penthièvre, duc de Chevreuse et d'Etampes (1505-1565)

      - Claudine de Brosse, duchesse de Savoie

## Héraldique
| - Blason historique de la maison de Brosse - Blason au XVIe siècle - Blason de Jean IV à partir de 1539 |

La maison de Brosse porte successivement[réf. nécessaire] :
- D'azur, à trois gerbes de blé (ou brosses) d'or liées de gueules,
- Écartelé : aux 1 et 4, d'azur, à trois brosses d'or, liées de gueules; aux 2 et 3, d'hermine plein.
- D'hermine à la bordure de gueules